# Словацька Екстраліга 2004—2005
Сезон Словацької Екстраліги 2004/2005 — дванадцятий сезон Словацької Екстраліги. В сезоні 2004/2005 взяло участь 10 команд. В серії плей-оф Словацької Екстраліги переможцем стала команда «ХК Слован Братислава», перемігши у фінальній серії «ХК Зволен» із рахунком 4:3. Команда «Спартак Дубниця над Варом» напряму опустилися до 1-ї хокейної ліги Словацької республіки, а на її місце пріднялася «МХК Мартін».

## НХЛ
Через локаут в Національній хокейній лізі до Словаччини прибув цілий «десант» гравців з НХЛ.
- Слован (Братислава): Мірослав Шатан (Баффало Сейбрс), Любомір Вішньовський (Лос-Анджелес Кінгс)
- ХКм Зволен: Міхал Гандзуш (Філадельфія Флайєрс), Ріхард Зедник (Монреаль Канадієнс), Владімір Орсаг (Нашвілл Предаторс)
- Дукла Тренчин: Павол Демітра (Сент-Луїс Блюз), Маріан Габорик (Міннесота Вайлд), Маріан Госса (Детройт Ред-Вінгс), Браніслав Мезей (Флорида Пантерс)
- ХК Кошице: Їржі Біцек (Нью-Джерсі Девілс), Мартін Цібак (Тампа-Бей Лайтнінг)
- ХК Попрад: Радослав Сухий (Колумбус Блю-Джекетс)

## Підсумкова таблиця регулярного чемпіонату
| #  | Команда                    | І  | О   | В  | ВО | Н  | ПО | П  | Ш       | +/−  |
| -- | -------------------------- | -- | --- | -- | -- | -- | -- | -- | ------- | ---- |
| 1  | ХК Зволен                  | 54 | 107 | 31 | 5  | 4  | 1  | 13 | 185:128 | +57  |
| 2  | ХК Слован Братислава       | 54 | 107 | 34 | 0  | 5  | 2  | 13 | 184:115 | +69  |
| 3  | ХК Дукла Тренчин           | 54 | 102 | 31 | 1  | 7  | 1  | 14 | 200:127 | +73  |
| 4  | ХК Кошице                  | 54 | 95  | 29 | 1  | 6  | 2  | 16 | 156:124 | +32  |
| 5  | ХК Нітра                   | 54 | 87  | 26 | 1  | 7  | 2  | 18 | 152:146 | +6   |
| 6  | МСХК Жиліна Garmin         | 54 | 79  | 23 | 3  | 4  | 0  | 24 | 148:138 | +10  |
| 7  | HK Aquacity СКР Попрад     | 54 | 72  | 19 | 2  | 11 | 1  | 21 | 133:134 | -1   |
| 8  | МХК 32 Ліптовський Мікулаш | 54 | 64  | 18 | 1  | 8  | 1  | 26 | 139:166 | -27  |
| 9  | ХК 36 Скалиця              | 54 | 39  | 11 | 0  | 6  | 2  | 35 | 129:205 | -76  |
| 10 | Спартак Дубниця над Варом  | 54 | 14  | 4  | 0  | 2  | 2  | 46 | 93:236  | -143 |

## Серія плей-оф

### Таблиця
|  | Чвертьфінали | Чвертьфінали                 | Чвертьфінали       |             |                    | Півфінали              | Півфінали | Півфінали |  |  | Фінал | Фінал                  | Фінал |
|  |              |                              |                    |             |                    |                        |           |           |  |  |       |                        |       |
|  | 1            | «ХК Слован Братислава»       | 4                  |             |                    |                        |           |           |  |  |       |                        |       |
|  | 8            | «HK Aquacity СКР Попрад»     | 1                  |             |                    |                        |           |           |  |  |       |                        |       |
|  | 8            | «HK Aquacity СКР Попрад»     | 1                  |             | 1                  | «ХК Слован Братислава» | 4         |           |  |  |       |                        |       |
|  |              |                              |                    |             | 1                  | «ХК Слован Братислава» | 4         |           |  |  |       |                        |       |
|  |              | 5                            | «ХК Дукла Тренчин» | 3           |                    |                        |           |           |  |  |       |                        |       |
|  | 3            | 5                            | «ХК Дукла Тренчин» | 3           | «ХК Кошице»        | 4                      |           |           |  |  |       |                        |       |
|  | 3            |                              |                    |             | «ХК Кошице»        | 4                      |           |           |  |  |       |                        |       |
|  | 6            | «ХК Нітра»                   | 1                  |             |                    |                        |           |           |  |  |       |                        |       |
|  |              |                              |                    |             |                    |                        |           |           |  |  | 2     | «ХК Слован Братислава» | 4     |
|  |              |                              | 1                  | «ХК Зволен» | 0                  |                        |           |           |  |  |       |                        |       |
|  | 2            | «ХК Зволен»                  | 4                  |             |                    |                        |           |           |  |  |       |                        |       |
|  | 7            | «МХК 32 Ліптовський Мікулаш» | 1                  |             |                    |                        |           |           |  |  |       |                        |       |
|  | 7            | «МХК 32 Ліптовський Мікулаш» | 1                  |             | 2                  | «ХК Зволен»            | 4         |           |  |  |       |                        |       |
|  |              |                              |                    |             | 2                  | «ХК Зволен»            | 4         |           |  |  |       |                        |       |
|  |              | 3                            | «ХК Кошице»        | 1           |                    |                        |           |           |  |  |       |                        |       |
|  | 4            | 3                            | «ХК Кошице»        | 1           | «ХК Дукла Тренчин» | 4                      |           |           |  |  |       |                        |       |
|  | 4            |                              |                    |             | «ХК Дукла Тренчин» | 4                      |           |           |  |  |       |                        |       |
|  | 5            | «МСХК Жиліна Garmin»         | 1                  |             |                    |                        |           |           |  |  |       |                        |       |

### Результати
Чвертьфінали:
- ХК Слован Братислава - HK Aquacity СКР Попрад; рахунок серії 4:1, в п'яти іграх зафіксовані такі результати — 4:3, 5:0, 3:4sn, 4:2, 3:2.
- ХК Зволен - МХК 32 Ліптовський Мікулаш; рахунок серії 4:1, в п'яти іграх зафіксовані такі результати — 4:1, 4:1, 3:1, 1:4, 6:2.
- ХК Кошице - ХК Нітра; рахунок серії 4:1, в п'яти іграх зафіксовані такі результати — 6:3, 3:2sn, 2:1, 3:5, 7:4.
- ХК Дукла Тренчин - МСХК Жиліна Garmin; рахунок серії 4:1, в п'яти іграх зафіксовані такі результати — 2:3, 4:3pp, 6:1, 6:3, 7:1.

Півфінали:
- ХК Слован Братислава - ХК Дукла Тренчин; рахунок серії 4:3, в семи іграх зафіксовані такі результати — 3:1, 5:3, 4:5pp, 3:5, 4:3, 3:4, 8:2.
- ХК Зволен — ХК Кошице; рахунок серії 4:1, в п'яти іграх зафіксовані такі результати — 6:2, 3:0, 3:2, 2:4, 4:2.

Фінал:
- ХК Зволен — ХК Слован Братислава; рахунок серії 3:4, в семи іграх зафіксовані такі результати — 2:3, 4:1, 2:5, 0:2, 5:2, 5:1, 1:3.

## Команда-переможець
| Чемпіон Словаччини Слован Братислава | Воротарі: Лібор Барта, Павол Рибар, Роман Мега. Захисники: Браніслав Фабри, Даніел Ганчак, Радослав Гецл, Ян Горачек, Рудолф Єндек, Мартін Карафят, Петр Павлас, Карол Слобода, Томаш Шпіла, Ян Табачек, Любомір Вішньовски, Рене Видарени, Йозеф Вагенгоффер. Нападники: Ігор Бачек, Мартін Бартек, Здено Цігер, Іван Дорнич, Адам Дргонь, Борис Ертель, Міхал Гудец, Мартін Гуйса, Браніслав Янош, Петер Юнас, Ріхард Капуш, Міхал Кокавец, Мартін Кульга, Міхал Махо, Томаш Немчицки, Душан Пашек, мл., Юрай Прокоп, Роман Стантьєн, Юрай Сикора, Мірослав Шатан, Тібор Варга. Тренер: Мілош Ржига, Рудольф Юрченко, Мірослав Міклошович, Іван Дорнич. |

## Найкраща ланка сезону
| Воротар   | Карол Крижан       | Карол Крижан       | Карол Крижан       | Карол Крижан  | Карол Крижан   | Карол Крижан   |
| Захисники | Любомір Вішньовски | Любомір Вішньовски | Любомір Вішньовски | Рене Видарени | Рене Видарени  | Рене Видарени  |
| Нападники | Павол Демітра      | Павол Демітра      | Міхал Гандзуш      | Міхал Гандзуш | Мірослав Шатан | Мірослав Шатан |